# Trichopelma
Trichopelma es un género de arañas migalomorfas de la familia Barychelidae. Se encuentra en América.

## Lista de especies
Según The World Spider Catalog 11.5:
- Trichopelma affine (Simon, 1891)
- Trichopelma astutum (Simon, 1889)
- Trichopelma coenobita (Simon, 1889)
- Trichopelma corozali (Petrunkevitch, 1929)
- Trichopelma cubanum (Simon, 1903)
- Trichopelma cubanum (Banks, 1909)
- Trichopelma flavicomum Simon, 1891
- Trichopelma grande Ortiz & Fonseca, 2024[2]
- Trichopelma illetabile Simon, 1888
- Trichopelma insulanum (Petrunkevitch, 1926)
- Trichopelma laselva Valerio, 1986
- Trichopelma maculatum (Banks, 1906)
- Trichopelma maculatum (Franganillo, 1930)
- Trichopelma nitidum Simon, 1888
- Trichopelma scopulatum (Fischel, 1927)
- Trichopelma spinosum (Franganillo, 1926)
- Trichopelma zebra (Petrunkevitch, 1925)